# Fur and Gold
Albums de Bat for Lashes
Two Suns
(2009)
Singles
1. The Wizard
Sortie : 8 mai 2006
2. Trophy
Sortie : 30 octobre 2006
3. Prescilla
Sortie : 12 mars 2007
4. What's a Girl to Do?
Sortie : 9 juillet 2007

Fur and Gold est le premier album studio de l'auteure-compositrice-interprète anglaise Bat for Lashes. Il est sorti le 11 septembre 2006 au Royaume-Uni, où il est devenu disque d'or. 

## Liste des pistes
Toutes les chansons ont été écrites et composées par Bat for Lashes, à l'exception de I'm on Fire.
| 1.  | Horse and I          | 3:04 |
| 2.  | Trophy               | 4:00 |
| 3.  | Tahiti               | 3:38 |
| 4.  | What's a Girl to Do? | 2:58 |
| 5.  | Sad Eyes             | 4:16 |
| 6.  | The Wizard           | 4:17 |
| 7.  | Prescilla            | 3:34 |
| 8.  | Bat's Mouth          | 4:25 |
| 9.  | Seal Jubilee         | 4:44 |
| 10. | Sarah                | 3:56 |
| 11. | I Saw a Light        | 6:24 |

| 14. | I'm on Fire (reprise de Bruce Springsteen) | Bruce Springsteen | 3:31 |

## Classements des ventes

### Classements hebdomadaires
| Pays        | Meilleure position | Temps dans le classement |
| ----------- | ------------------ | ------------------------ |
| France      | 130                | 11 semaines              |
| Royaume-Uni | 48                 | 5 semaines               |

### Certification
| Pays        | Source | Certification |
| ----------- | ------ | ------------- |
| Royaume-Uni | BPI    | Or            |